# Маркос Оганесян
Єпископ Маркос Оганесян (нар.1973 року в село Бардзрашен, Анійський район, Вірменія) — єпископ, голова Української єпархії Вірменської Апостольської Церкви.

## Життєпис
У 1990 році він вступив до духовної семінарії в Ечміадзині, яку закінчив у 1996 році і був висвячений в сан диякона.
У 1998 р. ніс духовну службу в лавах Національної армії Республіки Вірменія.
Після дияконських свячень він служив в Ечміадзині в музеї-скарбниці і належав до програми військового капеланства в Республіці Вірменія.
Висвячений в сан єромонаха 29 лютого 2000 року, прийнявши ім'я Маркос.
З 2000 р. до 2001 р. після свого рукоположення, був призначений на службу в Ростов-на-Дону в якості помічника єпископа та за сумісництвом був помічником глави Російської і Ново-Нахічеванської єпархії ВАЦ. Потім був призначений духовним пастирем ризької церкви Святого Григорія Просвятителя (Сурб Григор Лусаворич)
З 2001 року служив в Ризі (Латвія).
Вступив до Свято-Тихонівського православного богословського інституту в Москві, де у 2005 р. успішно захистивши дисертацію на тему «Вірменські епіграфії церковнознавчого характеру», отримавши ступінь вардапета (архімандрит).
У 2005 р. був призначений на посаду вікарія (місцеблюститель єпархії) Ґегаркунікської єпархії ВАЦ.
У 2006 р. Католікосом Всіх Вірмен Гарегіном II був висвячений на єпископа, після чого був призначений на посаду глави Ґегаркунікської єпархії ВАЦ.
З 2008 р. є постійним членом оргкомітету З'їзду лідерів світових і традиційних релігій у Казахстані.
З 2009 р. по 2015 р. був членом Громадської ради Вірменії та головою опікунської ради Міжцерковного благодійного фонду «Міжнародний круглий стіл».
В березні 2015 року єпископ Маркос Оганесян закінчив служіння в єпархії Ґегаркунік і був призначений в якості нового Предстоятеля Української єпархії Вірменської Апостольської Церкви згідно з розпорядженням Всеверховного Патріарха і Католикоса Всіх Вірмен Гарегіна II.
З 2022 р. після початку нового російського вторгнення в Україну, Маркос Оганесян заявив, що вірмени боряться разом з українцями чинять спротив та борються проти Росії. Де вірменська громада гуманітарно і матеріально допомогає нужденним, а вірменське духовенство в свою чергу вірменське духовенство молиться за Україну.